# Dynamine vicaria
Dynamine vicaria är en fjärilsart som beskrevs av Bates 1865. Dynamine vicaria ingår i släktet Dynamine och familjen praktfjärilar. Inga underarter finns listade i Catalogue of Life.